# Château de Longevergne
Le château de Longevergne, anciennement Longuevergne, est un château médiéval situé à Anglards-de-Salers dans le Cantal à 15 km de Mauriac.
Ce château fait l’objet d’une inscription au titre des monuments historiques depuis le 18 novembre 2002.

## Description

### Extérieur
Le château de Longevergne est situé dans la vallée du Mars à une altitude de 530 mètres.
Le château existait en 1612, il avait un corps de logis, des tours et une chapelle en 1760.
Construit au milieu du XVe siècle, en partie reconstruit en 1904, il est constitué d'un corps de logis rectangulaire de trois niveaux, avec sur une façade une tour octogonale, et sur l'autre deux grosses tours rondes avec un chemin de ronde.

### Intérieur
Il a été restauré en 1904 dans le style troubadour.

## Historique

### Famille de Bort
- Marguerite de Longevergne apporte le château par son mariage en 1409 avec Hugues de Bort, fils de Jean, seigneur de Pierrefitte, et de Marguerite de Floyrac, qui était capitaine du château de Claviers. Ils eurent deux fils, Georges, qui suit, et Bertrand.
- Georges de Bort, seigneur de Longevergne et de Puechpany, se marie avec Claudine de Belvezer de Beauvoir et teste en 1499. Ils eurent un fils Géraud de Bort sans descendance et une fille Lucque de Bord dame et héritière de Longuevergne.

### Famille d'Anglars
- Lucque de Bort apporta Longevergne par son mariage en 1493 avec Bertrand d'Anglars, damoiseau, seigneur de Soubrevèze et de Vède, fils de Jean, seigneur de Saint-Victour et de Philippine de Lubertès. Ils eurent au moins deux fils, Pierre et Jacques d'Anglars, et trois filles: Jeanne d'Anglars, qui suit, Marguerite et Françoise d'Anglars.

### Famille de Montclar
- Jeanne d'Anglards ou de Bort, dame de Longevergne, se maria en 1515 avec Guynot de Montclar, fils de Guillaume, seigneur de Montbrun, et de Marie d'Espinchal qui lui donne plusieurs enfants, dont:
- Jean de Montclar, seigneur de Montbrun à Méallet, et de Lavergne, marié en 1555 avec Anne de Miremont, fille de Bernard de Miremont et de Barbe de Dienne qui lui donne plusieurs enfants, dont:
- Guy II dit Guinot de Montclar, marié le 8 octobre 1586 avec Renée de Chaslus, fille de Jean de Chaslus, seigneur de Mauriac et de Jeanne de Chabannes qui lui donne plusieurs enfants, dont:
- Jean de Montclar, seigneur de Montbrun et de Longuevergne, marié le 5 septembre 1615 avec Marguerite de Saint-Martial, fille de François de Saint-Martial, baron de Drugeac et de Juliette de Fontanges qui lui donne plusieurs enfants, dont:
- Gilberte de Montclar, héritière de Longuevergne où elle résidait en 1663, mariée en 1666 avec Pierre de Murat de Rochemaure, fils de Pierre de Murat, seigneur de Rochemore à Lanobre, qui ne semblent pas avoir eu d'enfants.

(...)

### Famille actuelle
Depuis 2022, les propriétaires du château de Longevergne sont C.Capossela et V.Jonard.

## Visites
Le château sera ouvert au public et proposera des chambres d'hôtes courant été 2024.